# Pierawoz (rejon berezyński)
Pierawoz (biał. Перавоз; ros. Перевоз, Pieriewoz) – wieś na Białorusi, w obwodzie mińskim, w rejonie berezyńskim, w sielsowiecie Bahuszewiczy. W 2009 roku liczyła 37 mieszkańców.